# Zhexia
Zhexia (kinesiska: 者下, 者下乡) är en socken i Kina. Den ligger i den autonoma regionen Tibet, i den sydvästra delen av landet, omkring 220 kilometer väster om regionhuvudstaden Lhasa. Antalet invånare är 1 906. Befolkningen består av 829 kvinnor och 1 077 män. Barn under 15 år utgör 22,0 %, vuxna 15-64 år 69 %, och äldre över 65 år 8,0 %.
Genomsnittlig årsnederbörd är 632 millimeter. Den regnigaste månaden är juli, med i genomsnitt 160 mm nederbörd, och den torraste är december, med 9 mm nederbörd.